# Reuleung Glumpang
Reuleung Glumpang is een bestuurslaag in het regentschap Aceh Besar van de provincie Atjeh, Indonesië. Reuleung Glumpang telt 437 inwoners (volkstelling 2010).